# EAGL
EAGL o EA Graphics Library es un motor de videojuego que fue creado y desarrollado por EA Canada, una división de Electronic Arts. Es el principal motor utilizado en varios juegos de EA durante la década de 2000, en particular la serie Need for Speed, aunque también fue utilizado en títulos deportivos de la serie EA Sports.

## Características
El motor fue creado al unificar a especialistas en gráficos desde varios equipos de desarrollo dentro de EA Canada para reunir todos sus esfuerzos en un solo producto, una vez que Electronic Arts decidió que sería una compañía que creaba videojuegos antes que una compañía que creaba tecnología Anteriormente, hasta alrededor del año 2000 cada juego producido, como aquellos de las series FIFA y NBA, eran desarrollados cada año desde cero, con su propio motor individual por cada plataforma, como PlayStation 2, Xbox y PC.
Este paso ayudó a hacer más eficiente la creación de los siguientes juegos para los distintos equipos de desarrollo, al contar con un motor listo para programar que les permitiese enfocarse en la creación de los juegos mismos antes que lidiar con implementación de tecnologías a lo largo de las varias plataformas con que se trabajaba en aquel entonces. 

### Uso enNeed for Speed
Es notable la evolución de este motor en la serie Need for Speed. Need for Speed: Hot Pursuit 2 y Need for Speed: Underground utilizan la primera versión del motor EAGL (EAGL 1), Need for Speed: Underground 2 utiliza EAGL 2, Need for Speed: Most Wanted y Need for Speed: Carbono utilizan EAGL 3, Need for Speed: ProStreet y Need for Speed Undercover utilizan EAGL 4. Este último utiliza una versión modificada, denominada como el Heroic Drive Engine (Motor de Conducción Heroica).
Need for Speed: World utiliza un motor EAGL 3 modificado, moviendo un mapa mundial que suma los mapas de los anteriores de Need for Speed: Most Wanted y Need for Speed: Carbono con efectos visuales actualizados para la época y compatibilidad para su uso con servidores centralizados.

## Sucesores
Con el tiempo, este paso se llevaría aún más allá con la compra por parte de Electronics Arts de Criterion Games por su motor Renderware, y de DICE por su motor Frostbite. Este último es actualmente el motor de referencia para los juegos de la casa desarrolladora, siendo utilizado en juegos tales como Battlefield 1, Need for Speed Payback y FIFA 18.